# Schloss Niederhatzkofen

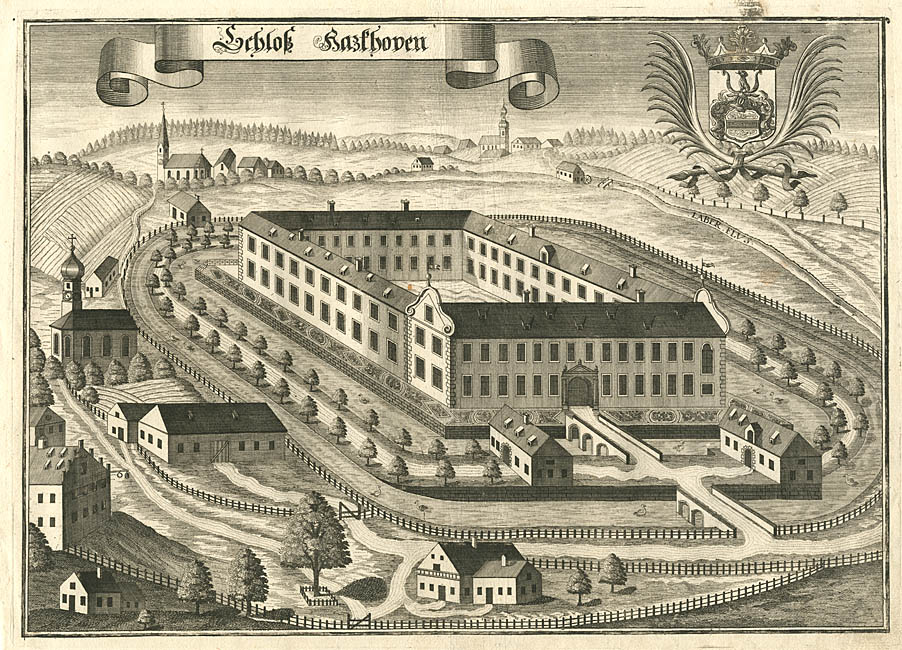
Kupferstich des Schlosses von Michael Wening (1723)

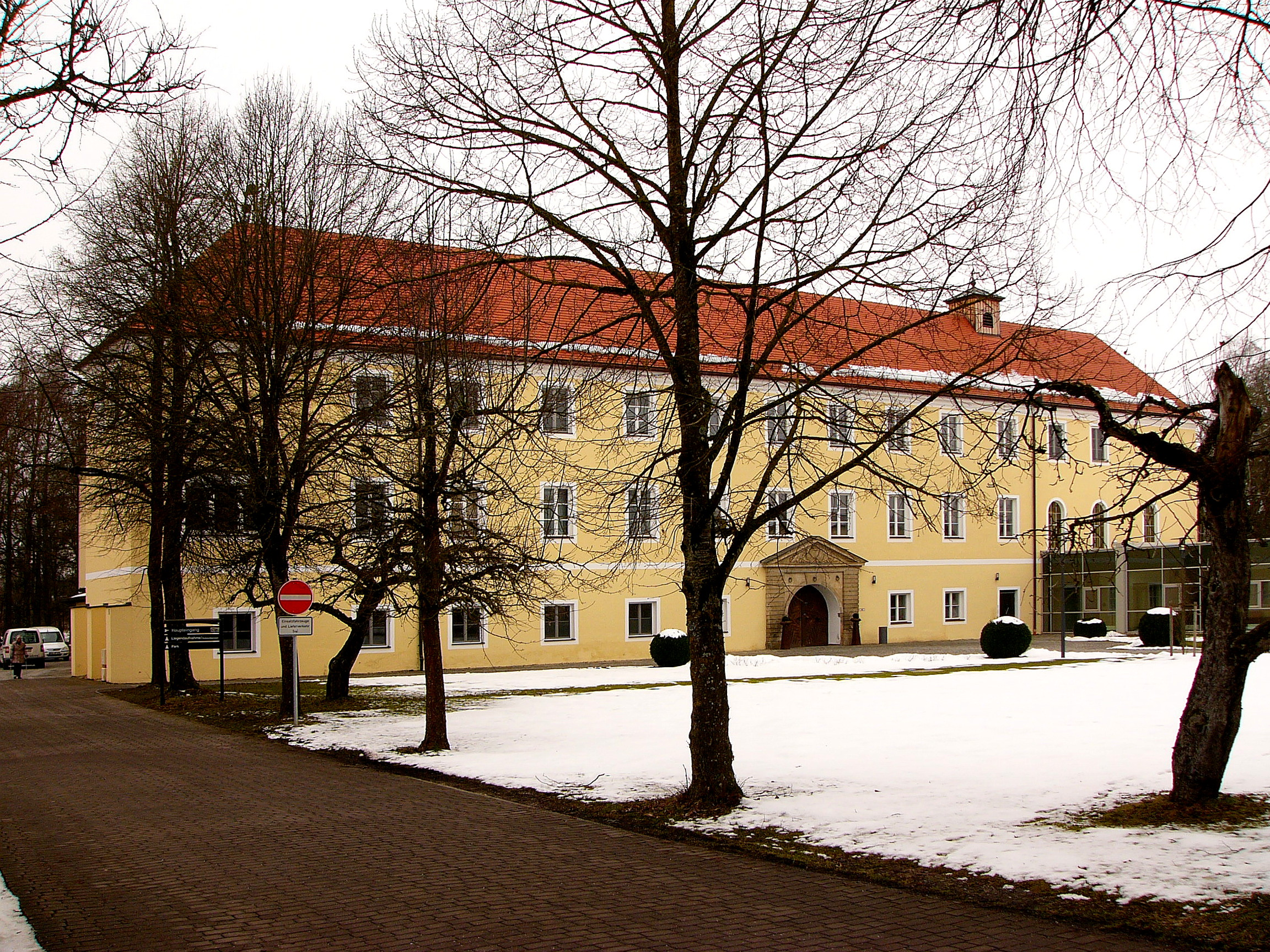
Außenansicht von Schloss Niederhatzkofen (2015)

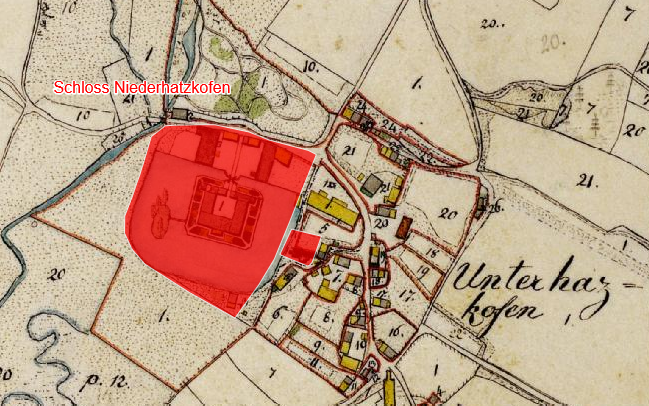
Lageplan von Schloss Niederhatzkofen auf dem Urkataster von Bayern

Das Schloss Niederhatzkofen im gleichnamigen Ortsteil der Stadt Rottenburg an der Laaber in Niederbayern ist ein ehemaliges Wasserschloss der Familie Notthafft. Die Anlage wird als Bodendenkmal unter der Aktennummer D-2-7338-0154 im Bayernatlas als „untertägige mittelalterliche und frühneuzeitliche Befunde im Bereich des Schlosses von Niederhatzkofen mit ehemaligem Wassergraben, Wirtschaftsgebäuden und Gartenanlagen“ geführt. Ebenso ist es unter der Aktennummer D-2-74-176-35 ein denkmalgeschütztes Baudenkmal in Rottenburg an der Laaber.
Das Schloss war früher der Herrensitz der Hofmark Niederhatzkofen. Heute ist darin die Schlossklinik Rottenburg des Landshuter Kommunalunternehmens für Medizinische Versorgung untergebracht, ein Fachkrankenhaus für Innere Medizin und Geriatrie mit 66 Betten. Angeschlossen ist seit 2012 die Schloss-Reha Rottenburg, eine Einrichtung für die orthopädische Anschlussheilbehandlung mit 30 Betten.

## Geschichte
Anstelle des Schlosses befand sich früher eine Wasserburg, die im Jahr 1420 erstmals urkundlich erwähnt wurde. In jenem Jahr wurde die Veste Hatzkofen von ihrem Besitzer Wilhelm Leutenpeck an Herzog Ernst von Bayern-München verpfändet, acht Jahre später ging sie in den Besitz des Bernhard Kolnpeck über. Dass die Burg im Besitz der Familie Leutenpeck war, manifestiert sich durch die Erwähnung eines Leonhard Leutenpeck als Burgherr im Jahr 1457. In der Folgezeit wechselte die Veste Hatzkofen mehrmals den Besitzer.
1570 wurde die Hofmark samt Burg von Burghard Notthafft erworben, einem Vertreter der Bodensteiner Linie der Familie Notthafft. Er war drei Jahre zuvor als herzoglicher Pfleger in das nahe Rottenburg berufen worden. Er ließ kurz nach seinem Einzug das Schlossgebäude neu errichten, wie aus einer Chronik der Bodensteiner Linie von 1628 hervorgeht. Aus derselben Quelle geht hervor, dass das neue Schloss bereits in der nächsten Generation einem Brand zum Opfer fiel. Im Dreißigjährigen Krieg wurde das Schloss 1632 von den Schweden zerstört. Unter Burghards Enkel Johann Sebastian Notthafft und dessen Sohn Georg Christoph Cajetan Notthafft wurde Schloss wieder im Stile des ländlichen Spätbarock wieder aufgebaut und um 1723 vollendet. Letzter Bewohner Niederhatzkofens aus der Familie Notthafft war Cajetan Anton Notthafft von Weißenstein, der 1752 verstarb.
Im Jahre 1781 wurde das Schloss an Wiguläus von Kreittmayr (1705–1790), einen wichtigen Reformer des kurfürstlich-bayerischen Rechtswesens, verkauft. Dieser ließ das Schloss weitgehend klassizistisch umgestalten. Fünf Jahre nach dessen Tod 1790 vermachte seine Witwe das Schloss an ihren Sohn Ignaz von Kreittmayr, dessen Söhne wiederum beide früh verstarben. So fiel Niederhatzkofen 1845 an Ignaz' Neffen Josef Ritter von Vacchiery, welcher drei Jahre später verstarb. Daraufhin wurde das Schloss an die Grafen von Preysing-Lichtenegg-Moos verkauft, bevor es 1947 zu einem günstigen Preis an den Landkreis Rottenburg zur Einrichtung eines Krankenhauses verkauft wurde. Bei den notwendigen Umbaumaßnahmen wurde das Schlossgebäude 1949 um eine Etage aufgestockt. Im Zuge der Gebietsreform in Bayern 1972 ging das Fachkrankenhaus an den Landkreis Landshut, 2001 wurde es mit den beiden anderen Kreiskrankenhäusern in das Landshuter Kommunalunternehmen für Medizinische Versorgung (La.KUMed) ausgegliedert. In den Jahren 2011 wurde ein moderner Anbau an das historische Schlossgebäude für die neue Einrichtung zur Anschlussheilbehandlung erstellt.

## Beschreibung

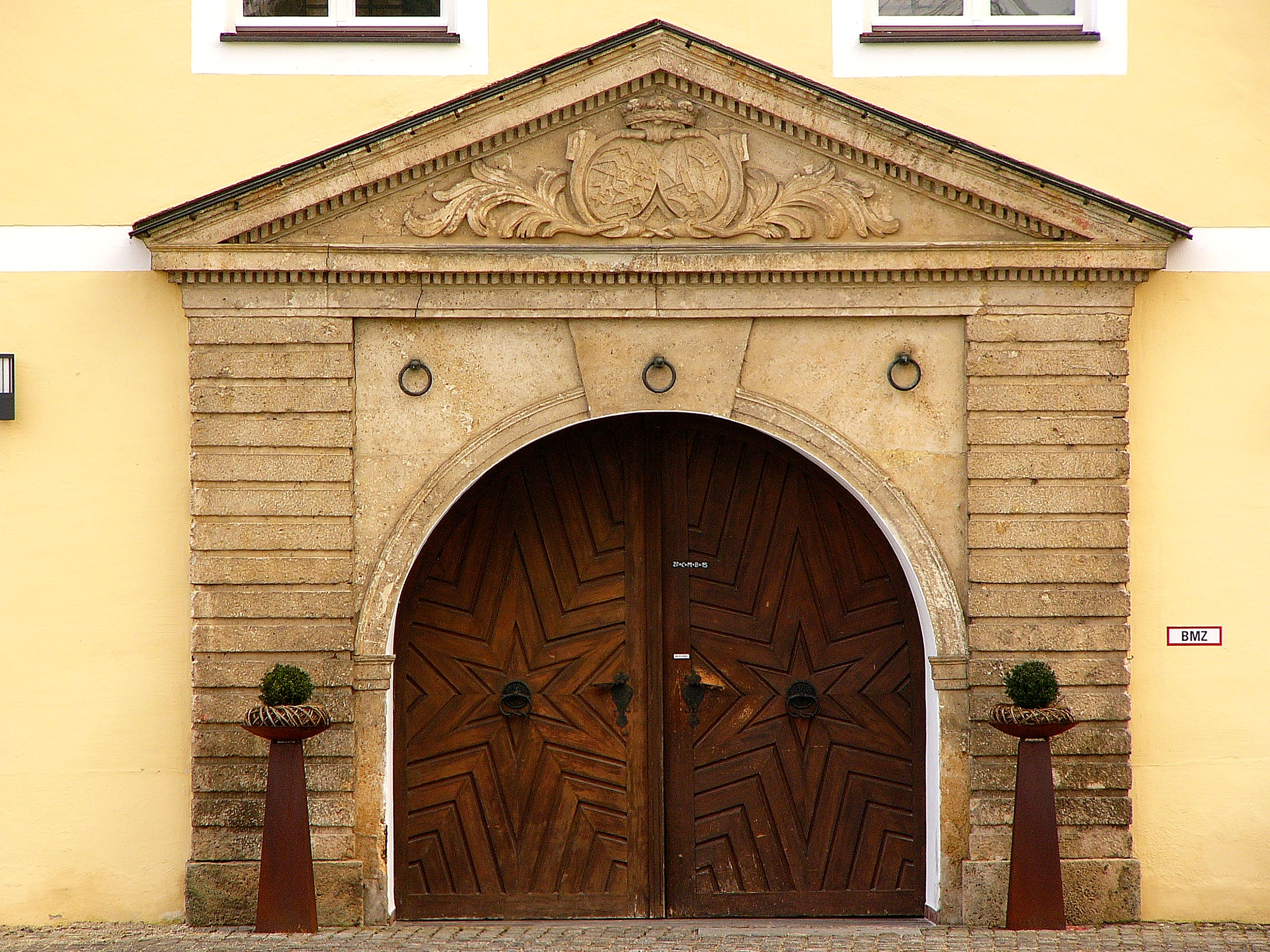
Das klassizistische Hauptportal

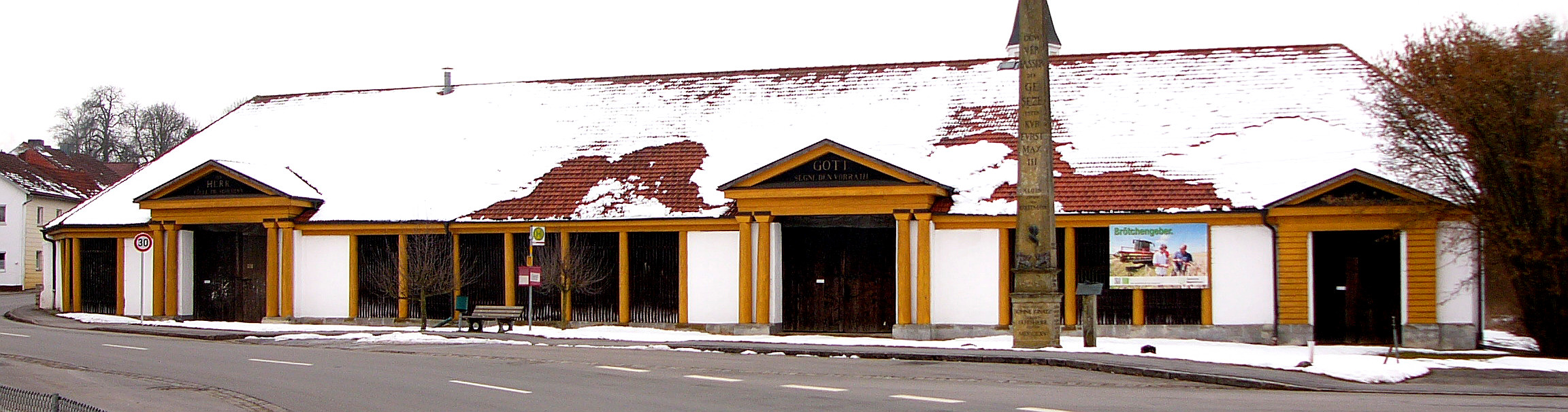
Die ehemalige Scheune mit dem Obelisken für Freiherr von Kreittmayr

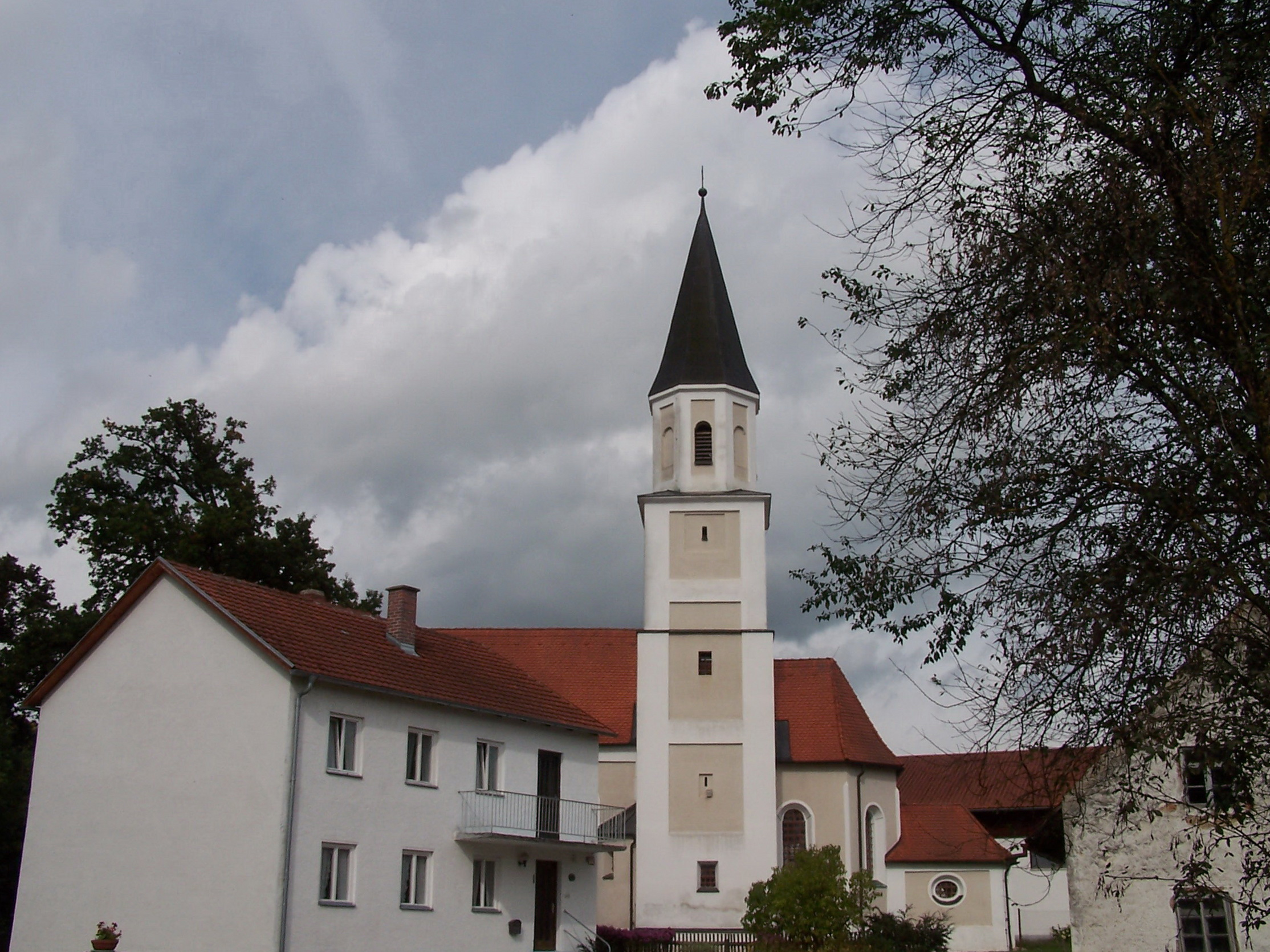
Die ehemalige Schlosskirche St. Margaretha

Das Schlossgebäude, das direkt an der Großen Laber liegt, ist eine imposante dreigeschossige Vierflügelanlage mit Walmdächern um einen geschlossenen Innenhof. Der Nordflügel ist beiderseits ausspringend und hatte vor der Aufstockung 1949 geschweifte Barockgiebel. An den Südflügel ist ein kleines Hallenbad für therapeutische Zwecke angebaut. Der Anbau für die Schloss-Reha Rottenburg zieht vom westlichen Ende des Nordflügels T-förmig nach Nordwesten. Das klassizistische Hauptportal befindet sich mittig am Nordflügel und ist von einem Wappen des ehemaligen Schlossherrn Wiguläus von Kreittmayr bekrönt. In der Westecke des ersten Obergeschosses befindet sich die Schlosskapelle, die schon im Kupferstich von Michael Wening von 1723 an ihrem hochrechteckigen Fenster erkennbar ist. Direkt an die Kapelle schließt der öffentlich zugängliche Kaisersaal an, der von der klassizistischen Umgestaltung verschont blieb. Der Raum ist reich stuckiert und weist mehrere prachtvolle barocke Deckenfresken auf, die von einem zentralen und vier weiteren Spiegeln gegliedert werden. Die Wandgestaltung von 1770 ist im stilistischen Übergang zwischen Rokoko und Klassizismus anzusiedeln und wurde mit der Secco-Technik erstellt. Sie zeigt unter anderem eine Ahnengalerie und illusionistische Kaminzonen.
Im rückwärtigen Bereich des Gebäudes befindet sich der Schlosspark mit Überresten des Wassergrabens und einem um 1900 erbauten Pavillon in offener Holzkonstruktion mit Kuppeldach.
Das Schlossgelände umfasste früher auch Bereiche jenseits der 1900 eröffneten und inzwischen wieder stillgelegten Bahnstrecke Landshut–Rottenburg. Dort befinden sich die ehemalige Scheune des Schlosses, ein im Kern barocker und 1816 klassizistisch umgestalteter Pfeilerbau, ein Obelisk als Denkmal für Wiguläus von Kreittmayr und die frühere Schloss- und heutige Filialkirche St. Margaretha, eine barocke Saalkirche aus der ersten Hälfte des 18. Jahrhunderts. Deren Chor stammt im Kern aus der Zeit um 1500, was auf einen spätgotischen Vorgängerbau schließen lässt.